# Мухамед ел Хорезми
Абу Абдулах Мухамед бин Муса ел Хорезми (перс. عَبْدَالله مُحَمَّد بِن مُوسَى اَلْخْوَارِزْمِي‎; око 783. Хива, Хорезм,— око 850. Багдад) је био персијски математичар, астроном, астролог и географ из 9. века. Хорезм, где је он рођен, је данашња Хива, док се Хорезмија, земља на доњем току реке Аму-Дарја (стари Оксус) налази на подручју данашњег Узбекистана.
Хорезми је у доба владавине калифа Мамуна водио државну библиотеку‍:pp. 153. и био један од активних чланова Куће мудрости‍:pp. 211.‍:668
Ел Хорезми је увео модерну нумеричку нотацију. Мало се зна о Ел Хорезмијевом животу; био је члан багдадске Академије наука и писао о математици, астрономији и географији.
Хорезми је такође успео да објасни стару индијску баштину и старогрчке научне резултате из области математике.‍:pp. 211.
У току осовног образовања детаљно је упознао главне смернице иранске предисламске математике и астрономије. Како је наставио своја истраживања на том пољу, прерастао је у једног од најславнијих представника универзитета у Џундишапуру.‍:pp. 211.
Док је радио на одређеним научним пројектима у склопу великог универзитета у Џундишапуру, детаљно је упознао староиндијску и староперсијску астрономску традицију и научну литературу. Касније се показало да су та истраживања била од великог значаја зато што је он много једноставније и прецизније успео да неке индијске и пахлавидске књиге преведе на арапски језик. Ипак, не треба заборавити да његова слава није резултат његових превода.
Многи га сматрају оцем алгебре. Осим тога, израз алгоритам, којим се првобитно описивао начин рачунања децималним бројевима, а формулисао га је Хорезми, преузет је из латинске транскрипције његовог имена.‍:pp. 153–154.

## Математика
Како тврди део историчара математике, муслимани су упознали староиндијски бројевни систем посредством славног дела ал-Ђам ва ат-тафрик фи хисаб ел Хинд [Сабирање и одузимање у индијској аритметици] Мухамеда ибн Мусе Хорезмија. С великом извесношћу можемо тврдити да је та књига најстарије дело које је у исламском свету написано о аритметици. Међутим, иако њен арапски оригинални примерак још увек није пронађен, доступни су нам њени преводи на латински језик. Хорезми је у тој књизи сјајно разјаснио староиндијску бројевну основу и пренео је у исламски свет.‍:pp. 253.
Хорезмијева слава понајвише потиче од његовог еминентног ремек-дела ал-Ђабр [Алгебра] због ког ова математичка дисциплина коју је Хорезми утемељио добија управо тај назив у каснијој литератури. Овај назив се и данас користи на Западу да би се указало на ову математичку дисциплину. Дакле, назив ове науке, који се у савременом француском језику употребљава у облку речи algebre, а у енгл. algebra, вуче своје лексичке корене од арапског назива ал-ђабр, споменутог у наслову Хорезмијеве чувене књиге.‍:pp. 211–212. Међутим, он даје општи метод (Ал Хорезмијево решење) за налажење два корена квадратне једначине
{\displaystyle ax^{2}+bx+c=0\,} (где је {\displaystyle {a\neq 0}\,});
он је показао да су коренови
{\displaystyle x_{1}={\frac {-b+{\sqrt {b^{2}-4ac}}}{2a}}}
{\displaystyle x_{2}={\frac {-b-{\sqrt {b^{2}-4ac}}}{2a}}}
У својој књизи Рачун са Хинду бројкама он је описао индијску нотацију (касније због утицаја ове књиге названу „арапским“ нумералима), у којој вредност нумерала зависи од њиховог положаја, и која укључује нулу.
Нотација (која је у Европу стигла у латинском преводу после 1240) од огромне је практичне вредности и њено прихватање је један од великих корака у математици.
Из сачуваних рукописа види се да је десет знакова (1-9 и 0) имало скоро свој садашњи облик средином 14. века.
Његово дело „Књига израчунавања интеграла и једначина“ (арап. الكتاب المختصر في حساب الجبر والمقابلة, al-Kitāb al-muẖtaṣar fī ḥisāb al-ğabr wal-muqābala) представља компилацију правила за решавање линеараних квадратних једначина и проблема геометрије и сразмера, дато је нешто више од 800 примера, од којих су неке већ раније били употребили Неовавилонци. То је његово главно дело, али је, нажалост, у арапском оригиналу изгубљено. У 12. веку превео га је на латински Герард Кремонски. Ово Ал Хорезмијево дело употребљавало се све до 16. века као главни математички уџбеник на европским универзитетима и, захваљујући њему, у Европи је уведена алгебарска наука, а заједно с њом и само њено име.
Превод овог дела у XII веку на латински језик омогућио је везу између великих хиндуистичких и арапских математичара и европских научника. Ал Хорезмијева књига, која је у Европи постала позната под латинским називом Algoritmi de Numero Indorum, што је требало да значи „Ал Хорезми, о индијским бројевима“. Међутим, заборавило се да је Algoritmi име аутора и усталио се превод „Поступци рачунања индијским бројевима“. Од тада реч алгоритам означава произвољан, обично математички поступак и одомаћила се у области рачунарства.
У својим списима о алгебри која је дидактичко дело, покушао је да покаже начин на који је било могуће применити алгебру у свакодневном животу тадашњег исламског царства.
Према Рошеновом преводу можемо уочити да је покушао да покаже да: оно што је лако и корисно у аритметици, могуће је применити у разним свакодневним ситуацијама(право, суђења, трговина, мерење земље, прокоп канала, геометријским прорачунима...)
Након што је представио природне бројеве, уводи главно питање у првом делу своје књиге – решење једначина. Његове једначине су или линеарне или квадратне и састављене су од јединица, корена и квадрата. За њега је нпр, једна јединица била један број, један корен је била непозната и квадрат непозната на квадрат. Иако ћемо у даљим примерима користити данашњу алгебарску нотацију бројева како би читалац могао боље да разуме, требало би истаћи да Ал Хорезми није користио никакве симболе већ само речи.
Прво поставља једначину у неки од следећих облика:
1. квадрати једнаки корену;
2. квадрати једнаки броју;
3. корени једнаки броју;
4. квадрати и корени који су једнаки броју као нпр x² + 10x = 39;
5. квадрати и бројеви који су једнаки коренима као нпр x² + 21 = 10x;
6. корени и бројеви једнаки квадратима као нпр 3x + 4 = x².

Даље се завршава користећи операције al-ŷabr и al-muqabala.
Ал Хорезмијеви геометријски докази уносе контроверзност међу научнике. Питање које остаје и даље без одговора јесте да ли је познавао Еуклидов рад. Треба имати на уму да је у његовој младости за време Рашидове владавине, преведено дело Елементи на арапски и да је преводилац био један од два Хорезмијева сарадника у Кући мудрости. Рашид каже да је Хорезмијево дело вероватно било инспирисано Елементима. Међутим неки тврде да су му Елементи били заправо потпуно непознати. Иако није засигурно познато да ли је познавао Еуклидово учење могуће тврдити да је било условљено другим делима о геометрији.
У даљем делу испитује аритметичке законе и како се они појављују и користе међу алгебарским објектима. Пример је како помножити изразе као (а + bx)(c + dx).
Следећи део се базира на коришћењу и примерима. Описује правила за налажење површине геометријских фигура као што је круг и запремине тела као сто су сфера и пирамида. Овај део има много више сличности са хебрејским и индијским текстовима него са неким грчким делом.
У последњем делу књиге се бави комплексним исламским правилима наслеђивања али користи мало алгебре коју је показао раније, више налази решења у линеарним једначинама.
Међу каснијим математичарима на које је утицао Ел Хорезми били су Омар Хајам, Леонардо Фибоначи из Пизе (после 1240) и магистер Јакоб из Фиренце, чија италијанска расправа о математици из 1307. год, садржи, као и Леонардова дела, пет типова квадратних једначина, које су се налазиле у делима муслиманских математичара. Ал Кајамова алгебра, која означава значајан напредак од Ал Хорезмијеве алгебре, садржи геометријска и алгебарска решења једначина другог степена и једну изврсну поделу једначина.

## Астрономија
Хорезми је своје надалеко познате астрономске таблице (zij) засновао на Ал Фазаријевом делу и објединио индијски и грчки астрономски систем и у исто време дао свој допринос. Те таблице је после два века ревидирао шпански астроном Масламах Ал Мајрити, који је умро око 1007. године, а њих је на латински превео 1126. године Абелард из Батха. Оне су постале основ за друга дела на Истоку и Западу.

## Географија
Хорезми је на захтев калифа Мамуна приредио велики атлас света. Приредио је и драгоцену збирку под насловом Сурат ал-ард у којој је исправио поједине детаље у неким од Птолемејевих географских мапа.‍:pp. 1077.

## Позната дела
- (о јеврејском календару)
- (књига о историји)
- (о сунчаним сатовима)'

Ибн Недим у својој књизи Al-Fihrist Хорезмију приписује и два хороскопа које назива Сидантским хороскопима.‍:pp. 212.